# Găgești
Găgești es una comuna ubicada en el distrito de Vaslui, Rumania.

## Superficie
Posee una superficie de 65,04 kilómetros cuadrados.

## Demografía
Hasta 2021 la población era de 1843 habitantes, con una densidad de población de 28,34 habitantes por kilómetro cuadrado.